# Copa Challenger de Voleibol Femenino de 2019
La Copa Challenger de Voleibol Femenino 2019 fue la segunda edición del torneo anual internacional de voleibol femenino disputado por seis equipos nacionales que otorgó una plaza para la edición 2022 de la Liga de Naciones FIVB. El torneo se llevó a cabo en Lima, Perú, entre el 26 y el 30 de junio.
Todos los equipos hicieron su debut en la Copa Challenger: Canadá, China Taipéi, Argentina, República Checa y Croacia, a excepción de Perú que repite como anfitrión del torneo. 

## Clasificación
| País            | Confederación | Clasificado como                           | Clasificado en      | Participaciones previas | Participaciones previas | Participaciones previas | Mejor performance |
| País            | Confederación | Clasificado como                           | Clasificado en      | Total                   | Primera                 | Última                  | Mejor performance |
| --------------- | ------------- | ------------------------------------------ | ------------------- | ----------------------- | ----------------------- | ----------------------- | ----------------- |
| Canadá          | NORCECA       | Ganador del clasificatorio de NORCECA      | 2 de junio de 2019  | 0                       | N/A                     | N/A                     | N/A               |
| China Taipéi    | AVC           | Mejor rankeado de la AVC                   | 12 de junio de 2019 | 0                       | N/A                     | N/A                     | N/A               |
| Argentina       | CSV           | Mejor rankeado de la CSV                   | 12 de junio de 2019 | 0                       | N/A                     | N/A                     | N/A               |
| Perú            | CSV           | País anfitrión                             | 17 de junio de 2019 | 1                       | 2018                    | 2018                    | 4° lugar          |
| República Checa | CEV           | Campeonas Liga Europea de Voleibol 2019    | 22 de junio de 2019 | 0                       | N/A                     | N/A                     | N/A               |
| Croacia         | CEV           | Subcampeonas Liga Europea de Voleibol 2019 | 22 de junio de 2019 | 0                       | N/A                     | N/A                     | N/A               |

## Sistema de competición
Los 6 equipos se dividieron en 2 grupos determinados por el sistema serpentino. El equipo anfitrión estará en la primera posición y los otros equipos serán asignados por su clasificación mundial de la FIVB. Los 2 mejores equipos de cada grupo jugarán en semifinales. Los equipos ganadores jugarán en el partido final.
Los equipos fueron clasificados de acuerdo a los siguientes criterios:
1. Mayor número de partidos ganados.
2. Mayor número de puntos obtenidos, los cuales son otorgados de la siguiente manera:
  - Partido con resultado final 3-0 y 3-1: 3 puntos al ganador y 0 puntos al perdedor.
  - Partido con resultado final 3-2: 2 puntos al ganador y 1 puntos al perdedor.
3. Proporción entre los sets ganados y los sets perdidos (Sets ratio).
4. Proporción entre los puntos ganados y los puntos perdidos (Puntos ratio).
5. Si el empate persiste entre dos equipos se le da prioridad al equipo que haya ganado el último partido entre los equipos implicados.
6. Si el empate persiste entre tres equipos o más se realiza una nueva clasificación solo tomando en cuenta los partidos entre los equipos involucrados.

El ganador del torneo avanzó directamente a la Liga de Naciones de Voleibol Femenino de 2021, para reemplazar al último clasificado de los equipos desafiantes en la competencia de este año (Bulgaria).
| Grupo A              | Grupo B           |
| -------------------- | ----------------- |
| Perú (Anfitrión)     | Argentina (11)    |
| República Checa (24) | Canadá (18)       |
| Croacia (30)         | China Taipéi (33) |

## Resultados
- Del 26 al 30 de junio

- Sede:  Manuel Bonilla
- Todos los horarios corresponden a la hora de Lima, Perú ( UTC-05:00 )

### Fase de grupos

#### Grupo A
| Posición | Equipo          | Partidos | Partidos | Partidos | Pts | Sets | Sets | Sets  | Puntos | Puntos | Puntos |
| Posición | Equipo          | PJ       | PG       | PP       | Pts | SG   | SP   | Ratio | PG     | PP     | Ratio  |
| -------- | --------------- | -------- | -------- | -------- | --- | ---- | ---- | ----- | ------ | ------ | ------ |
| 1.º      | República Checa | 2        | 2        | 0        | 6   | 6    | 2    | 3.000 | 194    | 160    | 1.213  |
| 2.º      | Croacia         | 2        | 1        | 1        | 3   | 4    | 4    | 1.000 | 168    | 189    | 0.889  |
| 3.º      | Perú            | 2        | 0        | 2        | 0   | 2    | 6    | 0.333 | 186    | 199    | 0.935  |

     – Clasificadas a Semifinales.
| Fecha       | Hora  | Equipo 1        | Sets  | Equipo 2        | Set 1 | Set 2 | Set 3 | Set 4 | Set 5 | Total  |
| ----------- | ----- | --------------- | ----- | --------------- | ----- | ----- | ----- | ----- | ----- | ------ |
| 26 de junio | 20:00 | Perú            | 1 : 3 | Croacia         | 23-25 | 25-19 | 17-25 | 29-31 |       | 94-100 |
| 27 de junio | 20:00 | República Checa | 3 : 1 | Croacia         | 20-25 | 25-12 | 25-16 | 25-15 |       | 95-68  |
| 28 de junio | 20:00 | Perú            | 1 : 3 | República Checa | 25-27 | 25-22 | 21-25 | 21-25 |       | 92-99  |

#### Grupo B
| Posición | Equipo       | Partidos | Partidos | Partidos | Pts | Sets | Sets | Sets  | Puntos | Puntos | Puntos |
| Posición | Equipo       | PJ       | PG       | PP       | Pts | SG   | SP   | Ratio | PG     | PP     | Ratio  |
| -------- | ------------ | -------- | -------- | -------- | --- | ---- | ---- | ----- | ------ | ------ | ------ |
| 1.º      | Canadá       | 2        | 2        | 0        | 6   | 6    | 0    | MAX   | 150    | 116    | 1.293  |
| 2.º      | Argentina    | 2        | 1        | 1        | 3   | 3    | 3    | 1.000 | 142    | 140    | 1.014  |
| 3.º      | China Taipéi | 2        | 0        | 2        | 0   | 0    | 6    | 0.000 | 114    | 150    | 0.760  |

     – Clasificadas a Semifinales.
| Fecha       | Hora  | Equipo 1  | Sets  | Equipo 2     | Set 1 | Set 2 | Set 3 | Set 4 | Set 5 | Total |
| ----------- | ----- | --------- | ----- | ------------ | ----- | ----- | ----- | ----- | ----- | ----- |
| 26 de junio | 17:00 | Argentina | 3 : 0 | China Taipéi | 25-22 | 25-22 | 25-21 |       |       | 75-65 |
| 27 de junio | 17:00 | Canadá    | 3 : 0 | China Taipéi | 25-16 | 25-17 | 25-16 |       |       | 75-49 |
| 28 de junio | 17:00 | Argentina | 0 : 3 | Canadá       | 23-25 | 21-25 | 23-25 |       |       | 67-75 |

### Fase final
|  | Semifinales | Semifinales     | Semifinales |        |                 | Final           | Final         | Final         |  |
|  | 29 de junio | 29 de junio     | 29 de junio |        |                 | 30 de junio     | 30 de junio   | 30 de junio   |  |
|  |             |                 |             |        |                 |                 |               |               |  |
|  |             |                 |             |        |                 |                 |               |               |  |
|  | 1A          | República Checa | 3           |        |                 |                 |               |               |  |
|  | 1A          | República Checa | 3           |        |                 |                 |               |               |  |
|  | 2B          | Argentina       | 0           |        |                 |                 |               |               |  |
|  | 2B          | Argentina       | 0           |        | República Checa | República Checa | 2             |               |  |
|  |             |                 |             |        | República Checa | República Checa | 2             |               |  |
|  |             |                 | Canadá      | Canadá | 3               |                 |               |               |  |
|  | 1B          | Canadá          | Canadá      | Canadá | 3               | 3               |               |               |  |
|  | 1B          | Canadá          |             |        |                 | 3               |               |               |  |
|  | 2A          | Croacia         | 0           |        |                 | Tercer puesto   | Tercer puesto | Tercer puesto |  |
|  | 2A          | Croacia         | 0           |        |                 | Tercer puesto   | Tercer puesto | Tercer puesto |  |
|  |             |                 |             |        |                 |                 |               |               |  |
|  |             |                 |             |        |                 | Argentina       | Argentina     | 3             |  |
|  |             |                 |             |        |                 | Argentina       | Argentina     | 3             |  |
|  |             |                 |             |        |                 | Croacia         | Croacia       | 0             |  |
|  |             |                 |             |        |                 | Croacia         | Croacia       | 0             |  |
|  |             |                 |             |        |                 |                 |               |               |  |

#### Semifinales
| Fecha       | Hora  | Equipo 1        | Sets  | Equipo 2  | Set 1 | Set 2 | Set 3 | Set 4 | Set 5 | Total |
| ----------- | ----- | --------------- | ----- | --------- | ----- | ----- | ----- | ----- | ----- | ----- |
| 29 de junio | 17:00 | República Checa | 3 : 0 | Argentina | 25-16 | 25-19 | 25-23 |       |       | 75-58 |
| 29 de junio | 20:00 | Canadá          | 3 : 0 | Croacia   | 25-18 | 25-20 | 26-24 |       |       | 76-62 |

#### Tercer lugar
| Fecha       | Hora  | Equipo 1  | Sets  | Equipo 2 | Set 1 | Set 2 | Set 3 | Set 4 | Set 5 | Total |
| ----------- | ----- | --------- | ----- | -------- | ----- | ----- | ----- | ----- | ----- | ----- |
| 30 de junio | 16:00 | Argentina | 3 : 0 | Croacia  | 25-19 | 25-18 | 25-14 |       |       | 75-51 |

#### Final
| Fecha       | Hora  | Equipo 1        | Sets  | Equipo 2 | Set 1 | Set 2 | Set 3 | Set 4 | Set 5 | Total  |
| ----------- | ----- | --------------- | ----- | -------- | ----- | ----- | ----- | ----- | ----- | ------ |
| 30 de junio | 19:00 | República Checa | 2 : 3 | Canadá   | 17-25 | 16-25 | 25-21 | 25-23 | 8-15  | 91-109 |

## Posiciones finales
| Pos.              | Equipo          |
| ----------------- | --------------- |
| Medalla de oro    | Canadá VNL      |
| Medalla de plata  | República Checa |
| Medalla de bronce | Argentina       |
| 4                 | Croacia         |
| 5                 | Perú            |
| 6                 | China Taipéi    |

| \| \| \| \| \| Campeón Canadá[5] 1.er título \| Plantel: 1 Jessica Niles, 2 Autumn Bailey, 3 Kiera Van Ryk, 4 Kyla Richey , 5 Danielle Smith, 8 Alicia Ogoms, 9 Alexa Gray, 11 Andrea Mitrovic, 12 Jennifer Cross, 16 Shainah Joseph, 17 Kristen Moncks, 20 Alicia Perrin, 22 Megan Cyr, 23 Emily Maglio Entrenador: Thomas Black |
| |
| |
| Campeón Canadá 1.er título |

|                            |
|                            |
| Campeón Canadá 1.er título |

## Clasificadas aLiga de Naciones de Voleibol Femenino de 2021
| Canadá |